# 푸소박테리움균류
푸소박테리움균류(-菌類)는 푸소박테리움균문(Fusobacteria) 또는 사간균문에 속하는 세균의 총칭이다. 편성 혐기성균으로 비-포자성 그람-음성균이다. 19세기말에 처음 보고된 이래, 다양한 이름이 붙여졌으며 때로는 다른 종을 같은 이름으로 부르기도 했다.

## 분류
- Psychrilyobacter Zhao et al. 2009
- Leptotrichiaceae
  - Sebaldella Collins and Shah 1986
  - Sneathia Collins et al. 2002
  - Streptobacillus Levaditi et al. 1925
  - Leptotrichia Trevisan 1879
- Fusobacteriaceae
  - Cetobacterium Foster et al. 1996 emend. Finegold et al. 2003
  - Fusobacterium Knorr 1922
  - Ilyobacter Stieb and Schink 1985
  - Propionigenium Schink and Pfennig 1983